# Maurice Lever
Maurice Lever (* 8. August 1935 in Neuilly-sur-Seine; † 27. Januar  2006 in Paris) war ein französischer Romanist und Literarhistoriker.

## Leben und Werk
Lever besuchte die Schule in Alexandria und, ab 1947, in Paris (Lycée Janson de Sailly). Er studierte ab 1961 an der Sorbonne und forschte als Angehöriger des Centre national de la recherche scientifique (CNRS) als Attaché de recherche (1968–1971), Chargé de recherche (1972–1976), Maître de recherche (1977–1982) und Directeur de recherche (1983–2001). Er promovierte 1977 an der Universität Paris IV mit der Arbeit (Hrsg.) Charles Sorel, De la connoissance des bons livres ou examen de plusieurs autheurs (1671) und Supplément des traitez de la connoissance des bons livres und war Professor am Centre d’étude des XVIIe et XVIIe siècles der Sorbonne.
Maurice Lever war verheiratet mit der Historikerin Evelyne Lever.
Am 19. Januar 2008 fand in Paris eine eintägige Veranstaltung (Journée d’étude) zum Gedenken an Maurice Lever statt unter dem Titel Itinéraires d’un curieux. Du côté de chez Sade.

## Weitere Werke
- La Fiction narrative en prose au XVIIe siècle. Répertoire bibliographique du genre romanesque en France 1600–1700, Paris 1976
- Le roman français au XVIIe siècle, Paris 1981; u. d. T. Romanciers du Grand Siècle, Paris 1996
- (Hrsg.) Élise. Roman inédit du XVIIe siècle, Paris 1981
- Le Sceptre et la marotte. Histoire des fous de cour,  Paris 1983, 1985, 2000 (deutsch München 1983; neu übersetzt Frankfurt 1992)
- Les Bûchers de Sodome. Histoire des "infâmes", Paris 1985, 1996
- Isadora. Roman d'une vie, Paris 1986, 2000 (deutsch: Primavera. Tanz und Leben der Isadora Duncan, München 1988, 1990)
- Donatien Alphonse François, marquis de Sade, Paris 1991, 1995, 2003 (englisch New York 1993; deutsch Wien 1995, München 1998)
- Papiers de famille. 1. Le règne du père (1721–1760). 2. Le marquis et les siens (1761–1815), 2 Bde., Paris 1992–1995 (Bibliothèque Sade 1-2)
- Canards sanglants. Naissance du fait divers, Paris 1993
- (Hrsg.) Voyage d'Italie ou Dissertations critiques, historiques et philosophiques sur les villes de Florence, Rome, Naples, Lorette et les routes adjacentes à ces quatre villes, Paris 1995
- (Hrsg.) Que suis-je à présent ?... D. A. F., marquis de Sade, Textes politiques, Paris 1998
- Pierre-Augustin Caron de Beaumarchais, 3 Bde., Paris 1999-2003-2004 (englisch New York 2009, verkürzt)
- Louis XV. Libertin malgré lui, Paris 2001, 2002, 2007
- Théâtre et Lumières. Les Spectacles de Paris au XVIIIe siècle, Paris 2001
- Anthologie érotique. Le XVIIIe siècle, Paris 2004
- (Hrsg.) Beaumarchais, Lettres galantes à Mme de Godeville 1777–1779, Paris 2004
- (Hrsg.) Anne-Prospère de Launay, Je jure au marquis de Sade, mon amant, de n'être jamais qu'à lui..., Paris 2006
- Grande et petite histoire de la Comédie-Française. Le siècle des Lumières (1680–1799), Paris 2006
- (Hrsg. mit Evelyne Lever) Pierre-Augustin Caron de Beaumarchais et Amélie Houret de la Morinaie, Lettres d'amour, Paris 2007, 2011
- (mit Evelyne Lever) Le Chevalier d'Éon. « Une vie sans queue ni tête »,  Paris 2009, 2011
- (Hrsg.) Sade, Ecrits politiques, Paris 2009